# Svältträsket (Arvidsjaurs socken, Lappland)
Svältträsket är en sjö i Arvidsjaurs kommun i Lappland och ingår i Piteälvens huvudavrinningsområde. Sjön har en area på 0,11 kvadratkilometer och ligger 298 meter över havet.

## Delavrinningsområde
Svältträsket ingår i det delavrinningsområde (730048-168118) som SMHI kallar för Mynnar i Rättselet. Medelhöjden är 370 meter över havet och ytan är 32,32 kvadratkilometer. Det finns inga avrinningsområden uppströms utan avrinningsområdet är högsta punkten. Halvvägsbäcken som avvattnar avrinningsområdet har biflödesordning 3, vilket innebär att vattnet flödar genom totalt 3 vattendrag innan det når havet efter 137 kilometer. Avrinningsområdet består mestadels av skog (75 procent) och sankmarker (17 procent). Avrinningsområdet har 0,11 kvadratkilometer vattenytor vilket ger det en sjöprocent på 0,4 procent.